# Biskupice (Białoruś)
Biskupice (biał. Біскупцы; ros. Бискупцы) – wieś na Białorusi, w obwodzie grodzieńskim, w rejonie wołkowyskim, w sielsowiecie Wołkowysk.
Dawniej wieś i chutor. W dwudziestoleciu międzywojennym leżały w Polsce, w województwie białostockim, w powiecie wołkowyskim. W czasach carskich i w II Rzeczypospolitej siedziba gminy Biskupice.